# 나베 바닥 불황
나베 바닥 불황(일본어: なべ底不況)은 일본에서 1957년 후반부터 1958년 전반에 걸쳐 일어난 디플레이션 현상이다.

## 개요
1955년부터 1957년까지 계속된 진무 경기는 국제 수지의 악화로 인해 후퇴하였다. 일본의 정부와 일본의 은행이 국제 수지의 개선을 위해 강력한 금융 조치를 취하였고, 기업들은 이익과 수입이 감소하였고, 기업들의 수입이 감소함에 따라, 자금 부족 위기에 빠져 직원 조정을 실시했다. 전기, 운송, 산업과 같은 기업들을 제외한 나머지 기업들은 전체적으로 약화된 기업이 많아졌다.
이 불경기에 관해서, 진무 경기의 재고 급증에 의해 불경기가 생긴 것으로, 장기간의 경기 침체는 불가피한다고 "냄비 바닥론"과 불황은 일시적이라고 하는 "V자형론"이 제기되었으나, 1958년에 전자의 "냄비 바닥론"을 채택하였다.
하지만, 이 예측은 빗나갔고, 일본 내의 소비가 증가하고 정부가 1958년부터 3회에 걸쳐 실시한 이율 인하에 의해 일본 경제는 1958년 후반부터 이와토 경기로 전환했다.